# Andrew Bonar Law
Andrew Bonar Law, född 16 september 1858, död 30 oktober 1923, var en brittisk konservativ politiker och premiärminister.

## Barndom och uppväxt
Trots att han föddes i Kingston, en liten by i östra New Brunswick i Kanada, som son till en presbyteriansk präst, uppfostrades Bonar Law av rika släktingar i Skottland. Han bedrev inga universitetsstudier, men utbildades vid Glasgow High School. Så småningom blev Law delägare i ett järnsmidesföretag i Glasgow.

## Parlamentsledamot
Bonar Law invaldes i underhuset som konservativ ledamot för valkretsen Glasgow Central 1900. Han anslöt sig till partiets protektionistiska falang, som leddes av Joseph Chamberlain, och sedan Chamberlain 1906 dragit sig tillbaka från politiken av hälsoskäl blev Law ledare för denna falang tillsammans med Chamberlains son, Austen Chamberlain.
1902 blev han understatssekreterare i handelsdepartementet. I striden om David Lloyd Georges budget 1909 intog Law en bemärkt men ganska moderat hållning.

## Konservativ partiledare
1911 avgick Arthur Balfour som ledare för Torypartiet och då ett dödläge uppstått mellan Chamberlain och Walter Long blev Law tack vare sin medlande hållning i november vald till ledare som kompromisskandidat. Laws närmaste förbundne var tidningsmogulen William Maxwell Aitken (senare Lord Beaverbrook), även han kanadensare. Under åren före första världskrigets utbrott ägnade sig Law mest åt tullfrågan och frågan om home rule för Irland, som han kraftigt motsatte sig. Vid förhandlingar med regeringsmedlemmar hösten 1913 lät han förstå att han kunde tänka sig att gå med på home rule, under förutsättning att Ulster skiljdes från övriga Irland. I tullfrågan inog han en medlande roll; i januari 1913 förklarade han att inga livsmedelstullar skulle införas, om inte väljarna uttalade sig för sådana. 2 augusti 1914 lovade Law och lord Lansdowne den sittande liberala regeringen de konservativas stöd, om Storbritannien skulle inträda i kriget på Frankrike och Rysslands sida.

## Världskriget
Andrew Bonar Law gick med i koalitionsregeringen under kriget som kolonialminister i juni 1915 och blev även medlem i regeringens krigskommitté. I december 1916 erbjöds han premiärministerposten, men avstod då till förmån för David Lloyd George. Han ingick i Lloyd Georges regering som finansminister och underhusledare, under det att han behöll sin plats i krigskommittén. I motsats till lord Lansdowne, som önskade få ett snart slut på kriget, drev Law på att kriget skulle fortsättas till dess att Storbritannien stod som segrare.

## Efter kriget, premiärministertiden
Vid valet efter krigsslutet 1918 vann de konservativa stora framgångar och ökade sin majoritet. Vid regeringens rekonstruktion i januari 1919 bytte Law från finansministerposten till den mindre krävande posten som Lord Privy Seal, men förblev underhusledare. Av hälsoskäl avgick han mars 1921 som toryledare och underhusledare till förmån för Austen Chamberlain, men han återvände i oktober 1922 för att bli premiärminister när ett uppror bland konservativa ledamöter lett av Stanley Baldwin tvingade de konservativa att lämna Lloyd Georges koalition på grund av regeringens misslyckade politik i fråga om Turkiet. Law författade de upproriskas deklaration på Carlton Club. Han fick diagnosen strupcancer och ersattes i maj 1923 av Baldwin, som han hade samarbetsproblem med. Han avled av cancer senare samma år i London.

## Värdering
Bonar Law uppfattas ofta som sträng, trångsynt och fantasilös. Han hamnade i det politiska rampljuset under Ulsterkrisen och brukar ses som en partisk ledare som allierade sig med den protestantiska majoriteten i norra Irland. Även om han var ärlig och hade ett fläckfritt privatliv ger hans regeringstid och Stanley Baldwins och Neville Chamberlains efter honom en prosaisk kontrast till de ledare som föregick dem, som Gladstone, Benjamin Disraeli, David Lloyd George och Herbert Henry Asquith.
Bonar Laws dåliga hälsa och korta regeringstid gör det svårt att fälla omdömen om hans tid som premiärminister.